# Баруй
Бару́й — деревня в Иркутском районе Иркутской области России. Входит в Гороховское муниципальное образование. 

## География
Находится на реке Балей, в 2,5 км к северо-востоку от центра сельского поселения, села Горохово, и в 72 км к северу от Иркутска.

## Население
| 2002 | 2010 | 2011 | 2012 |
| ---- | ---- | ---- | ---- |
| 293  | ↘271 | ↗273 | ↗283 |

По данным Всероссийской переписи, в 2010 году в деревне проживал 271 человек (139 мужчин и 132 женщины).